# Gare de Rosteig
La gare de Rosteig, est une ancienne gare ferroviaire française de la ligne de Wingen-sur-Moder à Saint-Louis-lès-Bitche et frontière, située sur le territoire de la commune de Rosteig dans le département du Bas-Rhin en région Grand Est.
Elle est mise en service en 1897 par la Direction générale impériale des chemins de fer d'Alsace-Lorraine (EL) pendant l'annexion de l'Alsace-Lorraine. Elle est fermée au service des voyageurs en 1969 et sans doute vendue après le déclassement de la ligne en 1973 et la dépose des voies en 1974. Le bâtiment est devenu une propriété privée.

## Situation ferroviaire
Établie à 258 mètres d'altitude, la gare de Rosteig est située au point kilométrique (PK) 2,965 de la ligne de Wingen-sur-Moder à Saint-Louis-lès-Bitche et frontière, entre les gares de Wingen-sur-Moder  et de Soucht. En direction de Soucht, s'intercale le viaduc et le tunnel de Peterstein.

## Histoire
La halte de Rosteig est mise en service le 21 juillet 1897 par la Direction générale impériale des chemins de fer d'Alsace-Lorraine (EL), lorsqu'elle ouvre à l'exploitation la ligne de Wingen à Saint-Louis. Elle est située sur un haut remblai de (19 mètres de haut et à la sortie de la gare la voie travers le viaduc. Elle dispose d'un bâtiment voyageurs à deux ouvertures avec un étage et toiture à deux pans, une halle à marchandises y est accolée et un quai dessert la voie unique de la ligne (voir image dans l'infobox).
Après l'ouverture la gare est desservie par les six trains de voyageurs quotidiens. L'arrêt du train est de dix minutes dans la gare.
Elle est fermée au service des voyageurs, comme la ligne, le 28 septembre 1969. Le 26 juillet 1973 la ligne est officiellement déclassée et la fin du chantier de démontage des installations et de la dépose des voies a lieu en mai 1974. Les emprises ferroviaires des gares et de la plateforme sont vendues en 1978.

## Patrimoine ferroviaire
L'ancien bâtiment, situé à proximité du village centre, est devenu une habitation privée. Près du chemin qui mène à l'ancienne gare, située en haut du remblai, les deux extrémités en pierre de taille et maçonnerie de l'ancien viaduc de la ligne ont été restaurées.